# ナレーンドラ・デーヴァ
ナレーンドラ・デーヴァ（Narendra Deva, 生年不詳 - 679年）は、ネパール、リッチャヴィ朝の君主（在位：643年 - 679年）。

## 生涯
父ウダヤ・デーヴァが叔父ドルヴァ・デーヴァとジシュヌ・グプタに殺害された際、チベットに追放された。
ナレーンドラ王子は吐蕃王ソンツェン・ガンポ王の援軍を得て、チベットから軍を率いてネパールに戻った。そして、643年にビーマールジュナ・デーヴァ王とジシュヌの息子ヴィシュヌ・グプタの軍を撃破し、王位に就いた。